# Огарков Микола Сергійович (футболіст)
Микола Сергійович Огарков (нар. 18 лютого 2005, Добропілля, Донецька область, Україна) — український футболіст, центральний захисник юнацької команди донецького «Шахтаря». Бронзовий призер юнацького чемпіонату Європи 2024 у складі збірної України U-19.

## Клубна кар'єра
Народився в місті Добропілля Донецької області. У 2018 році взяв участь у проекті «Давай, грай!», завдяки чому отримав запрошення приєднатися до академії «Шахтаря». З 2018 по 2022 рік виступав у ДЮФЛУ за донецький клуб, з яким став чемпіоном у віковій категорії U-14. У сезоні 2022/23 років виступав за «гірників» у юнацькому (U-19) чемпіонаті України. В Юнацькій лізі УЄФА дебютував 14 вересня 2022 року в переможному (2:1) поєдинку 2-го туру проти шотландського «Селтіка». Микола вийшов на поле на 90+4-й хвилині замість Івана Лосенка. Загалом провів 16 поєдинків у вище вказаному турнірі.
У сезоні 2022/23 років дебютував за юнацьку (U-19) команду «гірників». Вперше до заявки головної команди «Шахтаря» потрапив 18 травня 2025 року в переможному (4:1) виїзному поєдинку 29-го туру Прем'єр-ліги України проти петрівського «Інгульця», але просидів усі 90 хвилин на лаві запасних. У першій команді донецького клубу дебютував 24 травня 2025 року в нічийному (1:1) виїзному поєдинку 30-го туру Прем'єр-ліги України проти львівського «Руху». Микола вийшов на поле на 74-й хвилині замість Педро Енріке.

## Кар'єра в збірній
На початку листопада 2021 року отримав виклик від Олега Кузнецова до юнацької збірної України (U-17). У збірній України U-17 дебютував 10 листопада 2021 року в програному (1:3) поєдинку групи 11 кваліфікації юнацького (U-17) чемпіонату Європи проти збірної Уельсу. Загалом у збірній U-17 провів 5 поєдинків.
На початку липня 2024 року потрапив до заявки юнацької збірної України (U-19). У складі збірної U-19 дебютував 15 листопада 2023 року в переможному (3:1) поєдинку 7-ї групи кваліфікації юнацького (U-19) чемпіонату Європи проти збірної Мальти. Микола вийшов на поле на 90-й хвилині замість Дениса Дикого. Загалом зіграв 5 матчів у кваліфікації та 3 поєдинки у фінальній частині юнацького чемпіонату Європи U-19.
У складі молодіжної збірної України дебютував 15 листопада 2024 року в нічийному (3:3) виїзному товариському поєдинку проти молодіжної збірної Португалії. Огарков вийшов на поле на 69-й хвилині замість Едуарда Козіка.
13 березня 2025 року потрапив до списку гравців, викликаних на березневі товариські матчі юнацької збірної U-20. Дебютував за неї 22 березня 2025 року в переможному (1:0) матчі проти молодіжної збірної Північної Ірландії. Микола вийшов на поле на 46-й хвилині замість Владислава Захарченка. Загалом провів 3 поєдинки в юнацькій збірній Україні U-20.

## Стиль гри
Виступає здебільшого на позиції центрального захисника, але також може зіграти на фланзі захисту. Непоступливий і чіпкий у відборі м'яча, володіє відмінним першим пасом.